# Tico-Tico no Fubá
Pour le film, voir Tico-Tico no Fubá (film).
Pour les articles homonymes, voir Tico-Tico.
Clip vidéo
[vidéo] « The Andrews Sisters - Tico Tico », sur YouTube
[vidéo] « Saludos Amigos - Tico Tico no Fubá - Walt Disney », sur YouTube
Tico-Tico ou Tico-Tico no Farelo ou Tico-Tico no Fubá (ˈtʃiku ˈtʃiku nu fuˈba, moineau dans la farine de maïs, ou plus précisément bruant chingolo dans la farine de maïs, en portugais brésilien) est une chanson choro brésilienne, composée par Zequinha de Abreu en 1917, et enregistrée pour la première fois en 1931 par l'Orquestra Colbaz,. Sa reprise en 1944, en version jazz close harmony, par The Andrews Sisters, est un des plus importants succès de leur répertoire. 

## Historique

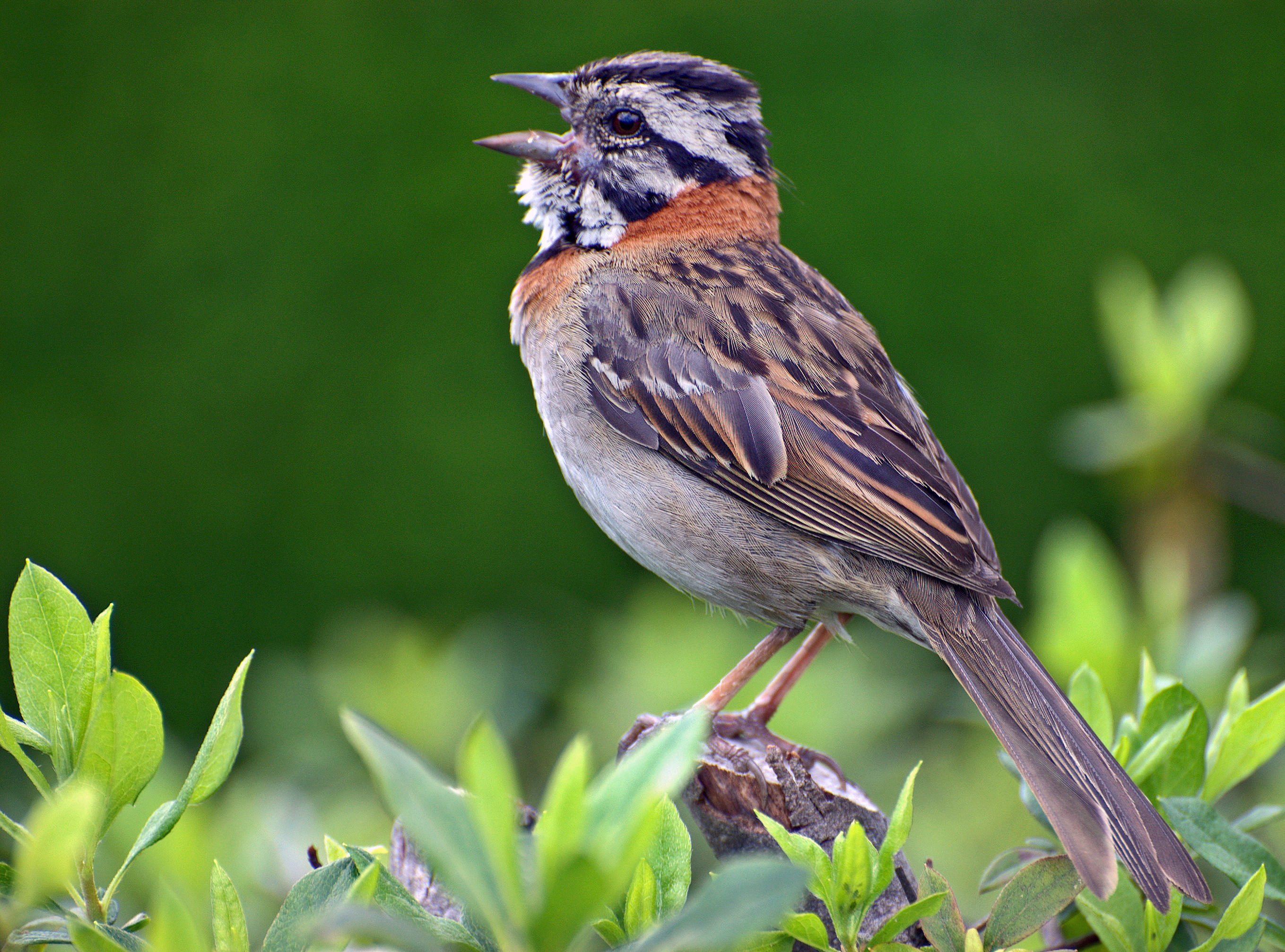
Bruant chingolo.

Ce titre musical de 1917 est enregistré pour la première fois en 1931 par l'Orquestra Colbaz, chez Columbia Records (orchestre brésilien formé en 1929 par Odimar Amaral Gurgel ). Le titre d'origine de 1917 « Tico-Tico no Farelo » (moineau dans le son) est alors changé en 1931 en « Tico-Tico no Fubá » (moineau dans la farine de maïs) car le guitariste brésilien Canhoto avait déjà écrit une œuvre du même titre. Des paroles portugaises-brésiliennes d'origines ont été écrites beaucoup plus tard, d'abord par Eurico Barreiros en 1942, puis par Aloysio de Oliveira « Le moineau est, est encore une fois ici, le moineau mange ma farine, le moineau doit s'alimenter, qu'il aille manger plus de vers et pas de farine... ».

## Reprises et adaptations

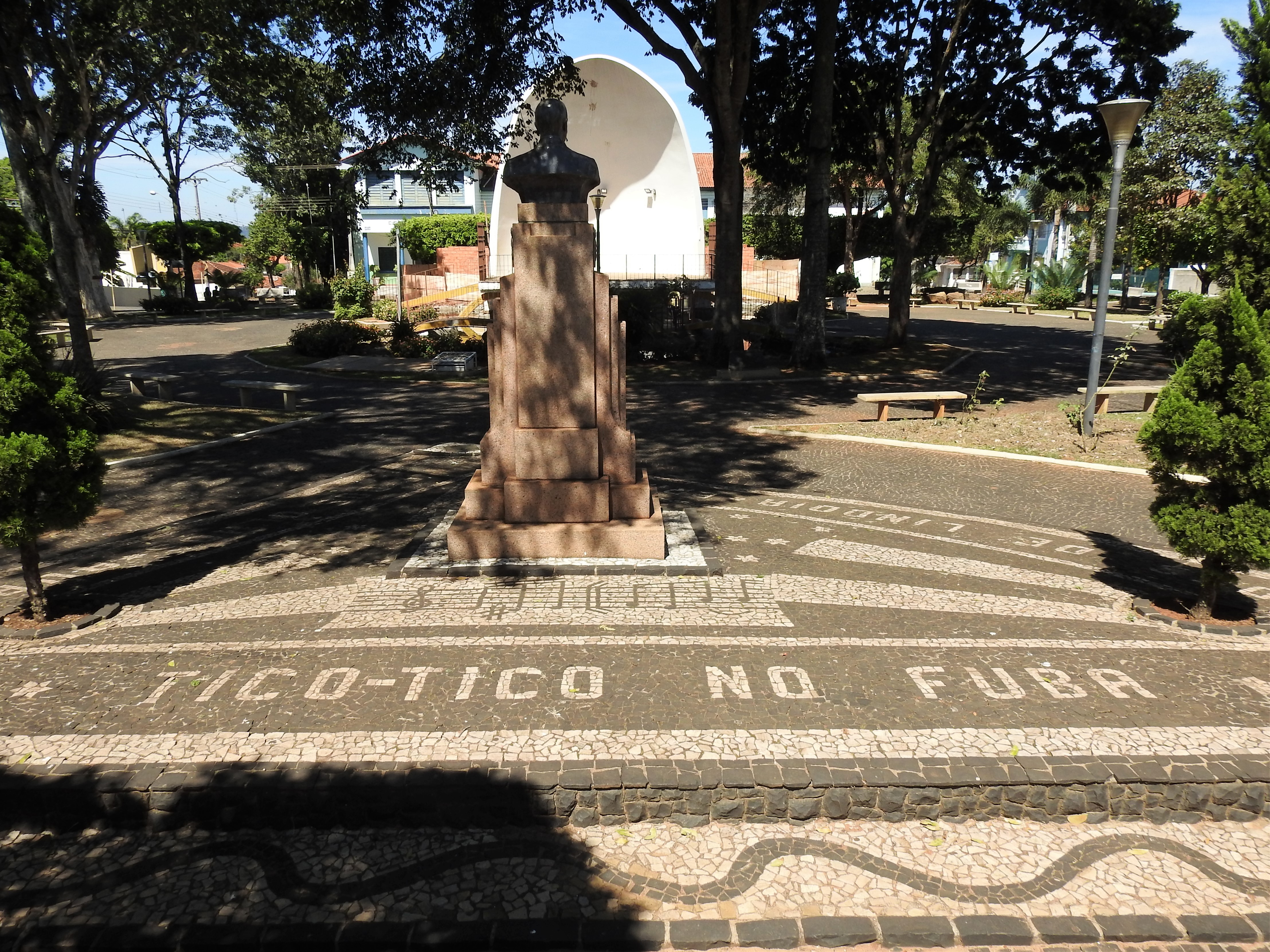
Place et mémorial Zequinha de Abreu, de Santa Rita do Passa Quatro au Brésil.

En dehors du Brésil, la chanson atteint son apogée dans les années 1940, avec des enregistrements à succès entre autres d'Ethel Smith, The Andrews Sisters (avec des paroles en anglais de Ervin Drake (en)), Carmen Miranda,  Ray Conniff, Alys Robi, Daniela Mercury, Xavier Cugat, Paco de Lucía, Charlie Parker (au saxophone), Pérez Prado, Oscar Alemán, João Gilberto, Ney Matogrosso, Lou Bega, Raúl Di Blasio, Liberace, Yvette Horner, Henry Mancini, Michel Legrand, Carlos, Dalida (avec des paroles françaises de Jacques Larue), Isabelle Boulay, Marco Misciagna, Arielle Dombasle (album C'est si bon de 2006)...

## Cinéma, musique de film
- 1942 : Saludos Amigos, de Walt Disney Pictures, version samba brésilienne avec Donald Duck et le perroquet brésilien José Carioca[9]
- 1943 : La Parade aux étoiles, George Sidney
- 1944 : Le Bal des sirènes, de George Sidney, interprétée par Ethel Smith à l'orgue Hammond
- 1947 : Copacabana, comédie musicale d'Alfred E. Green, interprétée par Carmen Miranda[10]
- 1952 : Tico-Tico no Fubá, d'Adolfo Celi, film biographique de Zequinha de Abreu[11].
- 1987 : Radio Days, de Woody Allen[12]
- 2013 : Ma vie avec Liberace, de Steven Soderbergh, interprétée par Liberace (Michael Douglas).